# Esquías
Esquías è un comune dell'Honduras facente parte del dipartimento di Comayagua.
L'abitato è stato probabilmente fondato attorno al 1600, mentre nella suddivisione territoriale del 1899 era a capo di un distretto comprendente anche gli attuali comuni di Minas de Oro e San José del Potrero.